# 銀器
銀器（ぎんき）は、銀でできた器などの製品である。

## 概要
食器がより多く見かける製品であるが、装飾品、神具、記念品なども銀器に含まれている。銀器は他の材料でできた製品よりも突出して高価である。
1970年から1980年にかけてハント兄弟が銀を買い占めた事により銀相場が高騰した際には(銀の木曜日)銀器が大量に鋳つぶされ、市場に放出された。

## 銀器の手入れ方法
銀食器は空気中の硫黄分によって黒く変色する。それらは磨き粉などで磨くと除去できるが、その際、減量してしまう。そこで、金属以外の容器にアルミ箔を入れてその上に銀食器を置いて熱湯と塩または重曹を入れてしばらく放置するともとの輝きを取り戻す事が出来る。